# Temporada 2020 de Primera División de los miembros de la Conmebol
La Temporada 2020 de Primera División de las asociaciones miembro de la Conmebol abarcará todos los torneos de Primera División en las diez asociaciones miembro de la Conmebol en el año 2020.

## Asociaciones miembro
Desde la incorporación de Venezuela en 1953, diez asociaciones nacionales de fútbol pertenecen a la Conmebol, lo que representa casi la totalidad de los países de Sudamérica, excepto las federaciones o asociaciones nacionales de Surinam, Guyana y Guayana Francesa, que están afiliadas a la Concacaf. De estas tres, solo las dos primeras están afiliadas a la FIFA y son Estados independientes, mientas que la última no está afiliada a la FIFA y no es un Estado independiente. A su vez, las Islas Malvinas podrían también tener una selección nacional propia como otros Territorios Británicos de Ultramar (Islas Vírgenes Británicas, Gibraltar, Anguila y muchas otras), pero nunca han sido miembros de la Conmebol debido a que los países asociados no quieren generar conflictos con Argentina, y muchos de ellos respaldan su postura con respecto al conflicto con el Reino Unido por la soberanía del archipiélago.
| Selección | Federación                        | Fundación                | Ingreso Conmebol | Ingreso FIFA | Selecciones    |
| --------- | --------------------------------- | ------------------------ | ---------------- | ------------ | -------------- |
| Argentina | Asociación del Fútbol Argentino   | 21 de febrero de 1893    | 19161            | 1912         | FM, FF, FP, FS |
| Bolivia   | Federación Boliviana de Fútbol    | 12 de septiembre de 1925 | 1926             | 1926         | FM, FF, FP, FS |
| Brasil    | Confederación Brasileña de Fútbol | 8 de junio de 1914       | 19161            | 1923         | FM, FF, FP, FS |
| Chile     | Federación de Fútbol de Chile     | 19 de junio de 1895      | 19161            | 1913         | FM, FF, FP, FS |
| Colombia  | Federación Colombiana de Fútbol   | 12 de octubre de 1924    | 1936             | 1936         | FM, FF, FP, FS |
| Ecuador   | Federación Ecuatoriana de Fútbol  | 30 de mayo de 1925       | 1927             | 1926         | FM, FF, FP, FS |
| Paraguay  | Asociación Paraguaya de Fútbol    | 18 de junio de 1906      | 1921             | 1925         | FM, FF, FP, FS |
| Perú      | Federación Peruana de Fútbol      | 23 de agosto de 1922     | 1925             | 1924         | FM, FF, FP, FS |
| Uruguay   | Asociación Uruguaya de Fútbol     | 30 de marzo de 1900      | 19161            | 1923         | FM, FF, FP, FS |
| Venezuela | Federación Venezolana de Fútbol   | 1 de diciembre de 1925   | 1953             | 1952         | FM, FF, FP, FS |

## Torneos Conmebol en 2020
En este año, los clubes clasificarán a la Copa Libertadores y la Copa Sudamericana.

## Torneos de Primera División por país
Listado de los equipos que van a participar de cada torneo por país. Los datos estadísticos no consideran la temporada en curso.

### Argentina
| Superliga Argentina 2019-20 |                     |                                       |               |                          |            |                    |         |            |         |
| Equipo                      | Ciudad              | Estadio                               | Capacidad     | Fundación                | Temporadas | Temp. Consecutivas | Títulos | Subtítulos | 2018-19 |
| Aldosivi                    | Mar del Plata       | José María Minella                    | 35 180        | 29 de marzo de 1913      | 7          | 1                  | —       | —          | 12°     |
| Argentinos Juniors          | Buenos Aires        | Diego Armando Maradona                | 26 000        | 15 de agosto de 1904     | 76         | 2                  | 3       | 2          | 22°     |
| Arsenal                     | Sarandí             | Julio Humberto Grondona               | 16 300        | 11 de enero de 1957      |            |                    | 1       | —          |         |
| Atlético Tucumán            | Tucumán             | Monumental José Fierro                | 35 200        | 27 de septiembre de 1902 |            |                    | —       | —          |         |
| Banfield                    | Banfield            | Florencio Sola                        | 34 900        | 21 de enero de 1896      |            |                    | 1       | 4          |         |
| Boca Juniors                | Buenos Aires        | Alberto J. Armando                    | 49 000        | 3 de abril de 1905       |            |                    | 34      | 22         |         |
| Central Córdoba             | Santiago del Estero | Alfredo Terrera                       | 21 500        | 3 de junio de 1919       |            |                    | —       | —          |         |
| Colón                       | Santa Fe            | Brigadier General Estanislao López    | 32 000        | 5 de mayo de 1905        |            |                    | —       | 1          |         |
| Defensa y Justicia          | Gobernador Costa    | Norberto Tomaghello                   | 20 000        | 20 de marzo de 1935      |            |                    | —       | 1          |         |
| Estudiantes de La Plata     | La Plata            | Ciudad de La Plata Jorge Luis Hirschi | 53 000 30 018 | 4 de agosto de 1905      |            |                    | 6       | 7          |         |
| Gimnasia y Esgrima          | La Plata            | Juan Carmelo Zerillo                  | 23 500        | 3 de junio de 1887       |            |                    | 1       | 6          |         |
| Godoy Cruz                  | Mendoza             | Malvinas Argentinas                   | 42 500        | 1 de junio de 1921       |            |                    | —       | 1          |         |
| Huracán                     | Buenos Aires        | Tomás Adolfo Ducó                     | 48 314        | 1 de noviembre de 1908   |            |                    | 5       | 8          |         |
| Independiente               | Avellaneda          | Libertadores de América               | 42 069        |                          |            |                    | 16      | 16         |         |
| Lanús                       | Lanús Este          | Ciudad de Lanús-Néstor Díaz Pérez     | 47 027        | 3 de enero de 1915       |            |                    | 2       | 5          |         |
| Newell's Old Boys           | Rosario             | Coloso Marcelo Bielsa                 | 42 000        | 3 de noviembre de 1903   |            |                    | 6       | 5          |         |
| Patronato                   | Paraná              | Presbítero Bartolomé Grella           | 22 000        | 1 de febrero de 1914     |            |                    | —       | —          |         |
| Racing Club                 | Avellaneda          | Presidente Perón                      | 51 000        | 25 de marzo de 1903      |            |                    | 18      | 8          |         |
| River Plate                 | Buenos Aires        | Antonio Vespucio Liberti              | 70 074        | 25 de mayo de 1901       |            |                    | 36      | 34         |         |
| Rosario Central             | Rosario             | Gigante de Arroyito                   | 41 655        | 24 de diciembre de 1889  |            |                    | 4       | 4          |         |
| San Lorenzo                 | Buenos Aires        | Pedro Bidegain                        | 47 964        | 1 de abril de 1908       |            |                    | 15      | 16         |         |
| Talleres                    | Córdoba             | Mario Alberto Kempes                  | 57 000        | 12 de octubre de 1913    |            |                    | —       | 1          |         |
| Unión                       | Santa Fe            | 15 de Abril                           | 26 000        | 15 de abril de 1907      |            |                    | —       | 1          |         |
| Vélez Sarsfield             | Buenos Aires        | José Amalfitani                       | 49 540        | 1 de enero de 1910       |            |                    | 10      | 9          |         |

### Bolivia
| División Profesional 2020 |                         |                          |           |                          |            |                    |         |            |      |
| Equipo                    | Ciudad                  | Estadio                  | Capacidad | Fundación                | Temporadas | Temp. Consecutivas | Títulos | Subtítulos | 2019 |
| Always Ready              | El Alto                 | Municipal de El Alto     | 25.000    | 13 de abril de 1933      | 11         |                    | 2       | 4          | 5º   |
| Atlético Palmaflor        | Quillacollo             | Municipal de Quillacollo | 5.000     | 10 de septiembre de 2008 | —          | —                  | —       | —          |      |
| Aurora                    | Cochabamba              | Félix Capriles           | 32.300    | 27 de mayo de 1935       | 25         |                    | 2       | 5          | 10º  |
| Blooming                  | Santa Cruz de la Sierra | Ramón Aguilera Costas    | 38.500    | 1 de mayo de 1946        | 41         |                    | 5       | 3          | 8º   |
| Bolívar                   | La Paz                  | Hernando Siles           | 45.000    | 12 de abril de 1925      | 42         |                    | 29      | 15         | 3º   |
| Guabirá                   | Montero                 | Estadio Gilberto Parada  | 18.000    | 14 de abril de 1962      | 26         |                    | 1       | 1          | 12º  |
| Nacional Potosí           | Potosí                  | Víctor Agustín Ugarte    | 32.100    | 8 de abril de 1942       | 9          |                    | —       | —          | 7º   |
| Oriente Petrolero         | Santa Cruz de la Sierra | Ramón Aguilera Costas    | 38.500    | 5 de noviembre de 1955   | 42         |                    | 5       | 14         | 6º   |
| Real Potosí               | Potosí                  | Víctor Agustín Ugarte    | 32.100    | 1 de abril de 1988       | 22         |                    | 1       | 4          | 11º  |
| Real Santa Cruz           | Santa Cruz de la Sierra | Real Santa Cruz          | 12.000    | 3 de mayo de 1962        | 25         |                    | —       | —          |      |
| Royal Pari                | Santa Cruz de la Sierra | Ramón Aguilera Costas    | 38.500    | 13 de noviembre de 1993  | 2          |                    | —       | —          | 9º   |
| San José                  | Oruro                   | Jesús Bermúdez           | 32.000    | 19 de marzo de 1942      | 41         |                    | 4       | 5          | 4º   |
| The Strongest             | La Paz                  | Hernando Siles           | 45.000    | 8 de abril de 1908       | 42         |                    | 15      | 16         | 2º   |
| Wilstermann               | Cochabamba              | Félix Capriles           | 32.300    | 24 de noviembre de 1949  | 41         |                    | 15      | 8          | 1º   |

### Brasil
| Brasileirão 2020     |                   |                                     |           |                          |            |                    |         |            |              |
| Equipo               | Ciudad            | Estadio                             | Capacidad | Fundación                | Temporadas | Temp. Consecutivas | Títulos | Subtítulos | 2019         |
| Athletico Paranaense | Curitiba          | Arena da Baixada                    | 42 370    | 26 de marzo de 1924      |            |                    | 1       | 1          | 5.º Serie A  |
| Atlético Goianiense  | Goiânia           | Estadio Olímpico Pedro Ludovico     | 13.500    | 2 de abril de 1937       |            |                    | —       | —          | 4.º Serie B  |
| Atlético Mineiro     | Belo Horizonte    | Independência                       | 23 018    | 25 de marzo de 1908      |            |                    | 1       | 5          | 13.º Serie A |
| Bahia                | Salvador          | Arena Fonte Nova                    | 50 000    | 1 de enero de 1931       |            |                    | 2       | 2          | 11.º Serie A |
| Botafogo             | Río de Janeiro    | Olímpico Nilton Santos              | 46 831    | 12 de agosto de 1904     |            |                    | 2       | 3          | 15.º Serie A |
| Ceará                | Fortaleza         | Castelão                            | 67 037    | 2 de junio de 1914       |            |                    | —       | —          | 16.º Serie A |
| Corinthians          | São Paulo         | Arena Corinthians                   | 47 605    | 1 de septiembre de 1910  |            |                    | 7       | 3          | 8.º Serie A  |
| Coritiba             | Curitiba          | Estadio Major Antônio Couto Pereira | 40.502    | 12 de octubre de 1909    |            |                    | 1       | —          | 3.º Serie B  |
| Flamengo             | Río de Janeiro    | Maracanã                            | 78 838    | 15 de noviembre de 1895  |            |                    | 6       | 2          | 1.º Serie A  |
| Fluminense           | Río de Janeiro    | Maracanã                            | 78 838    | 21 de julio de 1902      |            |                    | 4       | —          | 14.º Serie A |
| Fortaleza            | Fortaleza         | Castelão                            | 67 037    | 18 de octubre de 1918    |            |                    | —       | 2          | 9.º Serie A  |
| Goiás                | Goiânia           | Serra Dourada                       | 41 000    | 6 de abril de 1943       |            |                    | —       | —          | 10.º Serie A |
| Grêmio               | Porto Alegre      | Arena do Grêmio                     | 55 662    | 15 de septiembre de 1903 |            |                    | 2       | 3          | 4.º Serie A  |
| Internacional        | Porto Alegre      | Beira-Rio                           | 50 128    | 4 de abril de 1909       |            |                    | 3       | 6          | 7.º Serie A  |
| Palmeiras            | São Paulo         | Allianz Parque                      | 43 713    | 26 de agosto de 1914     |            |                    | 10      | 4          | 3.º Serie A  |
| Red Bull Bragantino  | Bragança Paulista | Nabi Abi Chedid                     | 17 128    | 8 de enero de 1928       |            |                    | —       | 1          | 1.º Serie B  |
| Santos               | Santos            | Vila Belmiro                        | 16 068    | 14 de abril de 1912      |            |                    | 8       | 8          | 2.º Serie A  |
| São Paulo            | São Paulo         | Morumbí                             | 72 039    | 25 de enero de 1930      |            |                    | 6       | 6          | 6.º Serie A  |
| Sport Recife         | Recife            | Ilha do Retiro                      | 32 983    | 13 de mayo de 1905       |            |                    | 1       | —          | 2.º Serie B  |
| Vasco da Gama        | Río de Janeiro    | São Januário                        | 21 880    | 21 de agosto de 1898     |            |                    | 4       | 4          | 12.º Serie A |

### Chile
| Campeonato Nacional 2020  |              |                                          |           |                         |            |                    |         |            |      |
| Equipo                    | Ciudad       | Estadio                                  | Capacidad | Fundación               | Temporadas | Temp. Consecutivas | Títulos | Subtítulos | 2019 |
| Audax Italiano            | Santiago     | Bicentenario de La Florida               | 12 106    | 30 de noviembre de 1910 | 75         | 26                 | 4       | 8          | 7°   |
| Cobresal                  | El Salvador  | El Cobre                                 | 12 000    | 5 de mayo de 1979       | 29         | 2                  | 1       | 2          | 10°  |
| Colo-Colo                 | Santiago     | Monumental                               | 47 347    | 19 de abril de 1925     | 89         | 89                 | 32      | 21         | 2°   |
| Coquimbo Unido            | Coquimbo     | Francisco Sánchez Rumoroso               | 18 000    | 11 de julio de 1958     | 25         | 2                  | —       | 2          | 5°   |
| Curicó Unido              | Curicó       | La Granja                                | 8 000     | 26 de febrero de 1973   | 5          | 4                  | —       | —          | 13°  |
| Deportes Antofagasta      | Antofagasta  | Regional Calvo y Bascuñán                | 21 178    | 14 de mayo de 1966      | 31         | 9                  | —       | —          | 12°  |
| Deportes Iquique          | Iquique      | Tierra de Campeones                      | 11 706    | 21 de mayo de 1978      | 26         | 10                 | —       | 1          | 14°  |
| Deportes La Serena        | La Serena    | La Portada                               | 18 500    | 9 de diciembre de 1955  | 41         | 1                  | —       | —          |      |
| Everton                   | Viña del Mar | Sausalito                                | 23 423    | 24 de junio de 1909     | 64         | 5                  | 4       | 2          | 11°  |
| Huachipato                | Talcahuano   | Huachipato-CAP Acero                     | 10 751    | 7 de junio de 1947      | 48         | 25                 | 2       | —          | 6°   |
| O'Higgins                 | Rancagua     | El Teniente                              | 15 809    | 7 de abril de 1955      | 57         | 15                 | 1       | 1          | 8°   |
| Palestino                 | Santiago     | Municipal de La Cisterna                 | 11 107    | 20 de agosto de 1920    | 66         | 31                 | 2       | 4          | 3°   |
| Santiago Wanderers        | Valparaíso   | Elías Figueroa Brander                   | 21 568    | 15 de agosto de 1892    | 62         | 1                  | 3       | 4          |      |
| Unión Española            | Santiago     | Santa Laura-Universidad SEK              | 21 894    | 18 de mayo de 1897      | 86         | 21                 | 7       | 10         | 7°   |
| Unión La Calera           | La Calera    | Nicolás Chahuán Nazar                    | 9 000     | 26 de enero de 1954     | 22         | 3                  | —       | —          | 9°   |
| Universidad Católica      | Santiago     | San Carlos de Apoquindo                  | 20 000    | 21 de abril de 1937     | 80         | 44                 | 14      | 21         | 1°   |
| Universidad de Chile      | Santiago     | Estadio Nacional Julio Martinez Pradanos | 49 000    | 24 de mayo de 1927      | 83         | 31                 | 18      | 8          | 15°  |
| Universidad de Concepción | Concepción   | Alcaldesa Ester Roa Rebolledo            | 30 457    | 8 de agosto de 1994     | 17         | 7                  | —       | 2          | 16°  |

### Colombia
| Torneo Apertura / Torneo Finalización |        |         |           |           |            |                    |         |            |      |
| Equipo                                | Ciudad | Estadio | Capacidad | Fundación | Temporadas | Temp. Consecutivas | Títulos | Subtítulos | 2019 |
| -                                     | -      | -       | -         | -         | -          | -                  | -       | -          | -    |

### Ecuador
| Serie A 2020            |            |                                            |           |                         |            |                    |         |            |      |
| Equipo                  | Ciudad     | Estadio                                    | Capacidad | Fundación               | Temporadas | Temp. Consecutivas | Títulos | Subtítulos | 2019 |
| Aucas                   | Quito      | Banco del Pacífico Gonzalo Pozo Ripalda    | 18 799    | 6 de febrero de 1945    |            |                    |         |            |      |
| Barcelona               | Guayaquil  | Estadio Monumental Isidro Romero Carbo     | 57 26     | 1 de mayo de 1925       |            |                    |         |            |      |
| Delfín                  | Manta      | Jocay                                      | 18 125    | 1 de marzo de 1989      |            |                    |         |            |      |
| Deportivo Cuenca        | Cuenca     | Alejandro Serrano Aguilar Banco del Austro | 18 549    | 4 de marzo de 1971      |            |                    |         |            |      |
| El Nacional             | Quito      | Olímpico Atahualpa                         | 38 258    | 1 de junio de 1964      |            |                    |         |            |      |
| Emelec                  | Guayaquil  | Banco del Pacífico-Capwell                 | 39 000    | 28 de abril de 1929     |            |                    |         |            |      |
| Guayaquil City          | Guayaquil  | Christian Benítez Betancourt               | 10 152    | 7 de septiembre de 2007 |            |                    |         |            |      |
| Independiente del Valle | Sangolquí  | General Rumiñahui                          | 7 233     | 1 de marzo de 1958      |            |                    |         |            |      |
| LDU de Portoviejo       | Portoviejo | Reales Tamarindos                          | 21 000    | 15 de noviembre de 1969 |            |                    |         |            |      |
| LDU de Quito            | Quito      | Rodrigo Paz Delgado                        | 41 575    | 22 de octubre de 1918   |            |                    |         |            |      |
| Macará                  | Ambato     | Bellavista                                 | 16 467    | 25 de agosto de 1939    |            |                    |         |            |      |
| Mushuc Runa             | Ambato     | Mushuc Runa COAC                           | 8 200     | 2 de enero de 2003      |            |                    |         |            |      |
| Olmedo                  | Riobamba   | Fernando Guerrero Guerrero                 | 14 400    | 11 de noviembre de 1919 |            |                    |         |            |      |
| Orense                  | Machala    | 9 de Mayo                                  | 16 456    | 15 de diciembre de 2009 |            |                    |         |            |      |
| Técnico Universitario   | Ambato     | Bellavista                                 | 16 467    | 26 de marzo de 1971     |            |                    |         |            |      |
| Universidad Católica    | Quito      | Olímpico Atahualpa                         | 38 258    | 15 de mayo de 1963      |            |                    |         |            |      |

### Paraguay
| Torneo Apertura / Torneo Clausura |             |                              |           |                          |            |                    |         |            |         |
| Equipo                            | Ciudad      | Estadio                      | Capacidad | Fundación                | Temporadas | Temp. Consecutivas | Títulos | Subtítulos | C. 2019 |
| Olimpia                           | Asunción    | Manuel Ferreira              | 23 732    | 25 de julio de 1902      |            |                    | 44      | 24         | 1°      |
| Libertad                          | Asunción    | Dr. Nicolás Leoz             | 10 100    | 30 de julio de 1905      |            |                    | 20      | 21         | 2°      |
| Cerro Porteño                     | Asunción    | General Pablo Rojas          | 45 000    | 1 de octubre de 1912     |            |                    | 32      | 33         | 3°      |
| Guaraní                           | Asunción    | Rogelio Silvino Livieres     | 8 380     | 12 de octubre de 1903    |            |                    | 11      | 16         | 4°      |
| Sol de América                    | Villa Elisa | Prof. Luis Alfonso Giagni    | 11 000    | 22 de marzo de 1909      |            |                    | 2       | 12         | 5°      |
| Nacional                          | Asunción    | Arsenio Erico                | 4 434     | 5 de junio de 1904       |            |                    | 9       | 10         | 6°      |
| General Díaz                      | Luque       | Gral. Adrián Jara            | 4 000     | 22 de septiembre de 1917 |            |                    | —       | —          | 7°      |
| River Plate                       | Asunción    | River Plate                  | 6 500     | 15 de enero de 1911      |            |                    | —       | 3          | 8°      |
| San Lorenzo                       | San Lorenzo | Gunther Vogel                | 5 000     | 17 de abril de 1930      |            |                    | —       | —          | 9°      |
| Sportivo Luqueño                  | Luque       | Feliciano Cáceres            | 26 974    | 1 de mayo de 1921        |            |                    | 2       | 4          | 10°     |
| 12 de Octubre (Itauguá)           | Itauguá     | Luis Alberto Salinas Tanasio | 10 000    | 14 de agosto de 1914     |            |                    | —       | 1          |         |
| Guaireña                          | Villarrica  | Parque del Guairá            | 12 000    | 28 de marzo de 2016      |            |                    | —       | —          |         |

### Perú
| Liga 1 2020                      |             |                              |           |                         |            |                    |         |            |      |
| Equipo                           | Ciudad      | Estadio                      | Capacidad | Fundación               | Temporadas | Temp. Consecutivas | Títulos | Subtítulos | 2019 |
| Alianza Lima                     | Lima        | Alejandro Villanueva         | 33.938    | 15 de febrero de 1901   |            |                    |         |            |      |
| Alianza Universidad              | Huánuco     | Heraclio Tapia               | 21.000    | 1 de enero de 1939      |            |                    |         |            |      |
| Atlético Grau                    | Piura       | Campeones del 36             | 10.000    | 5 de junio de 1919      |            |                    |         |            |      |
| Ayacucho                         | Ayacucho    | Ciudad de Cumaná             | 10.400    | 9 de agosto de 2008     |            |                    |         |            |      |
| Binacional                       | Desaguadero | Guillermo Briceño Rosamedina | 20.030    | 18 de diciembre de 2010 |            |                    |         |            |      |
| Cantolao                         |             | Miguel Grau                  | 17.000    | 14 de abril de 1981     |            |                    |         |            |      |
| Carlos A. Mannucci               |             | Mansiche                     | 18.748    | 16 de noviembre de 1959 |            |                    |         |            |      |
| Carlos Stein                     |             | Estadio Carlos A. Olivares   | 10.000    | 6 de marzo de 2012      |            |                    |         |            |      |
| Cienciano                        |             | Inca Garcilaso de la Vega    | 45.000    | 8 de julio de 1901      |            |                    |         |            |      |
| Cusco                            |             | Inca Garcilaso de la Vega    | 45.000    | 16 de julio de 2009     |            |                    |         |            |      |
| Deportivo Llacuabamba            |             | Héroes de San Ramón          | 10.491    | 15 de febrero de 2011   |            |                    |         |            |      |
| Deportivo Municipal              |             | San Marcos                   | 32.000    | 27 de julio de 1935     |            |                    |         |            |      |
| Melgar                           |             | Monumental de la UNSA        | 60.000    | 25 de marzo de 1915     |            |                    |         |            |      |
| Sport Boys                       |             | Miguel Grau                  | 17.000    | 28 de julio de 1927     |            |                    |         |            |      |
| Sport Huancayo                   |             | Huancayo                     | 15.278    | 7 de febrero de 2007    |            |                    |         |            |      |
| Sporting Cristal                 |             | Alberto Gallardo             | 11.600    | 13 de diciembre de 1955 |            |                    |         |            |      |
| Universidad César Vallejo        |             | Mansiche                     | 18.748    | 6 de enero de 1996      |            |                    |         |            |      |
| Universidad San Martín           |             | Alberto Gallardo             | 11.600    | 21 de enero de 2004     |            |                    |         |            |      |
| Universitario                    |             | Monumental                   | 80.093    | 7 de agosto de 1924     |            |                    |         |            |      |
| Universidad Técnica de Cajamarca |             | Héroes de San Ramón          | 18.000    | 14 de julio de 1964     |            |                    |         |            |      |

### Uruguay
| Campeonato Uruguayo 2020 |                        |                              |           |                          |            |                    |         |            |      |
| Equipo                   | Ciudad                 | Estadio                      | Capacidad | Fundación                | Temporadas | Temp. Consecutivas | Títulos | Subtítulos | 2019 |
| Nacional                 | Montevideo             | Gran Parque Central          | 34 000    | 14 de mayo de 1899       | 115        | 115                | 47      | 44         | 1°   |
| Peñarol                  | Montevideo             | Campeón del Siglo            | 40 005    | 28 de septiembre de 1891 | 114        | 91                 | 50      | 41         | 2°   |
| Cerro Largo              | Melo                   | Ubilla                       | 10.000    | 19 de noviembre de 2002  | 6          | 2                  | —       | —          | 3°   |
| Progreso                 | Montevideo             | Abraham Paladino             | 5 400     | 30 de abril de 1917      | 23         | 3                  | 1       | —          | 4°   |
| Liverpool                | Montevideo             | Belvedere                    | 8 384     | 15 de febrero de 1915    | 77         | 4                  | —       | —          | 5°   |
| Plaza Colonia            | Colonia del Sacramento | Juan Gaspar Prandi           | 6 000     | 22 de abril de 1917      | 10         | 2                  | —       | —          | 6°   |
| River Plate              | Montevideo             | Parque Federico Omar Saroldi | 5.165     | 11 de mayo de 1932       | 71         | 16                 | —       | 1          | 7°   |
| Fénix                    | Montevideo             | Parque Capurro               | 5 500     | 7 de julio de 1916       | 38         | 11                 | —       | —          | 8°   |
| Boston River             | Florida                | Campeones Olímpicos          | 7 000     | 20 de febrero de 1939    | 4          | 4                  | —       | —          | 9°   |
| Montevideo Wanderers     | Montevideo             | Parque Alfredo Víctor Viera  | 15 000    | 15 de agosto de 1902     | 103        | 20                 | 3       | 8          | 10°  |
| Defensor Sporting        | Montevideo             | Luis Franzini                | 16 000    | 15 de marzo de 1913      | 93         | 55                 | 4       | 8          | 11°  |
| Danubio                  | Montevideo             | María Mincheff de Lazaroff   | 18 000    | 1 de marzo de 1932       | 70         | 50                 | 4       | 3          | 12°  |
| Cerro                    | Montevideo             | Luis Tróccoli                | 25 000    | 1 de diciembre de 1922   | 74         | 13                 | —       | 1          | 15°  |
| Montevideo City Torque   | Montevideo             | Centenario                   | 60 235    | 26 de diciembre de 2007  | 2          | —                  | —       | —          |      |
| Deportivo Maldonado      | Maldonado              | Domingo Burgueño Miguel      | 25 000    | 25 de agosto de 1928     | 7          | —                  | —       | —          |      |
| Rentistas                | Montevideo             | Complejo Rentistas           | 10.600    | 26 de marzo de 1933      | 26         | —                  | —       | —          |      |

### Venezuela
| Primera División 2020   |                 |                              |           |                          |            |                    |         |            |      |
| Equipo                  | Ciudad          | Estadio                      | Capacidad | Fundación                | Temporadas | Temp. Consecutivas | Títulos | Subtítulos | 2019 |
| Academia Puerto Cabello | Puerto Cabello  | La Bombonerita               | 7.000     | 29 de junio de 2017      | 1          |                    |         |            |      |
| Lala                    | Ciudad Guayana  | CTE Cachamay                 | 41.600    | 6 de enero de 2011       | —          |                    |         |            |      |
| Aragua                  | Maracay         | Hermanos Ghersi              | 16.000    | 20 de agosto de 2002     | 12         |                    |         |            |      |
| Atlético Venezuela      | Caracas         | Olímpico de la UCV           | 24.900    | 23 de julio de 2009      | 6          |                    |         |            |      |
| Carabobo                | Valencia        | Polideportivo Misael Delgado | 10.400    | 26 de febrero de 1997    | 17         |                    |         |            |      |
| Caracas                 | Caracas         | Olímpico de la UCV           | 24.900    | 12 de diciembre de 1967  | 34         |                    |         |            |      |
| Deportivo La Guaira     | Caracas         | Olímpico de la UCV           | 24.900    | 26 de junio de 2013      | 7          |                    |         |            |      |
| Deportivo Lara          | Barquisimeto    | Metropolitano de Cabudare    | 48.000    | 2 de julio de 2009       | 7          |                    |         |            |      |
| Deportivo Táchira       | San Cristóbal   | Pueblo Nuevo                 | 38.755    | 11 de enero de 1974      | 44         |                    |         |            |      |
| Estudiantes de Mérida   | Mérida          | Metropolitano de Mérida      | 42.200    | 4 de abril de 1971       | 46         |                    |         |            |      |
| GV Maracay              | Maracay, Aragua | Florentino Oropeza           | 10.000    | 10 de julio de 2014      |            |                    |         |            |      |
| Metropolitanos          | Caracas         | Olímpico de la UCV           | 24.900    | 3 de agosto de 2011      | 3          |                    |         |            |      |
| Mineros de Guayana      | Ciudad Guayana  | CTE Cachamay                 | 41.600    | 20 de noviembre de 1981  | 35         |                    |         |            |      |
| Monagas                 | Maturín         | Monumental de Maturín        | 51.796    | 23 de septiembre de 1987 | 21         |                    |         |            |      |
| Portuguesa              | Araure          | José Antonio Páez            | 18.000    | 9 de abril de 1972       | 44         |                    |         |            |      |
| Trujillanos             | Valera          | Estadio José Alberto Pérez   | 26.000    | 25 de agosto de 1981     | 29         |                    |         |            |      |
| Yaracuyanos             | San Felipe      | Florentino Oropeza           | 10.000    | 20 de febrero de 2006    |            |                    |         |            |      |
| Zamora                  | Barinas         | Agustín Tovar                | 24.396    | 1 de febrero de 1977     | 12         |                    |         |            |      |
| Zulia                   | Maracaibo       | José Encarnación Romero      | 45.000    | 30 de junio de 2005      | 9          |                    |         |            |      |